# Géza Toldi

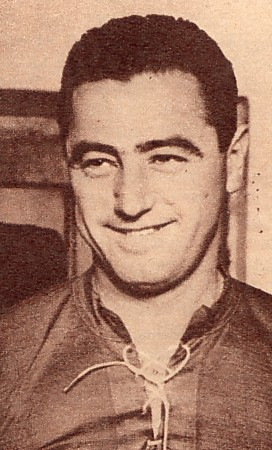
Géza Toldi (1928)

Géza Toldi, auch Géza Tunigold, (* 11. Februar 1909 in Budapest, Österreich-Ungarn; † 16. August 1985 in Budapest, Ungarn) war ein ungarischer Fußballspieler und -trainer. 

## Vereinskarriere
Toldi begann seine Karriere in der ungarischen Liga in der Saison 1927/28, als er von Trainer István Tóth-Potya erstmals in der Kampfmannschaft des Ferencvárosi Torna Club eingesetzt wurde. Die Franzensstädter hatten zu dieser Zeit eine starke junge Mannschaft mit Spielern wie Vilmos Kohut und Márton Bukovi aufgebaut und konnten in dieser Saison den dritten Meistertitel in Folge sowie den Cupsieg erreichen. Im Laufe der beiden folgenden Saisonen gelang es Toldi, sich in der Mannschaft zu etablieren und einen Stammplatz zu erobern, den er bis 1939 innehaben sollte. 
In diesem Zeitraum gelangen dem FTC mit einer Sturmreihe, in der Toldi und György Sárosi einander sehr gut ergänzten, noch drei weitere Meistertitel sowie drei Cupsiege. In der Saison 1933/34 war Toldi mit 27 Toren ungarischer Torschützenkönig. Nachdem 1935 das Finale im Mitropacup noch verloren gegangen war, gelang im Bewerb 1937 auch ein großer internationaler Erfolg, als die SS Lazio im Finale mit einem Gesamtergebnis von 9:6 geschlagen wurde. Toldi trug in beiden Finalspielen mit jeweils einem Tor zum Erfolg bei.
1939 verließ er seinen Stammverein und wechselte zum Ligakonkurrenten Gamma FC, wo er eine Saison spielte, ehe er für zwei weitere Jahre zum Szegedi AK ging. 1942 kehrte er noch einmal für eine Saison zum FTC zurück, wo ein weiterer Cupsieg gelang, ehe er nach dem Kriegsende seine Karriere bei Madisz Danubia beendete. Insgesamt bestritt er 324 Ligaspiele, in welchen er 271 Tore erzielte.

## Nationalteam
Seinen ersten Einsatz im Nationalteam hatte der Stürmer im April 1929 gegen die Schweiz, wo ihm auf Anhieb ein Tor beim 5:4-Sieg gelang. In den Folgejahren gehörte er zum Stamm der Mannschaft und wurde auch zur Fußball-Weltmeisterschaft 1934 mitgenommen, wo er im Achtelfinale zwei Treffer gegen Ägypten erzielte, ehe eine Runde später das Aus gegen Österreich kam.
Beim (abgebrochenen) Europapokal der Fußball-Nationalmannschaften 1936 bis 1938 belegte Toldi mit fünf Toren hinter seinem Klubkollegen Sárosi den zweiten Platz in der Torschützenliste. Bei der Fußball-Weltmeisterschaft 1938 stand er wieder im Aufgebot und kam zu zwei Einsätzen, wobei ihm gegen Niederländisch-Indien ein Tor gelang, im Finale wurde an seiner Stelle jedoch Jenő Vincze eingesetzt. Sein letztes Spiel in der Nationalelf bestritt Toldi 1940 gegen Rumänien. Insgesamt kam er auf 46 Einsätze und 25 Treffer für Ungarn.

## Trainerkarriere
Die erste Trainerstation des Ungarn war der Vasa IFK in Finnland, den er zum Meistertitel führte. 1950 wechselte er nach Dänemark, wo er zunächst den Odense Boldklub betreute, ehe er 1954 ein Angebot des Aarhus GF annahm. Er führte die Mannschaft zu den beiden ersten Meistertiteln in der Klubgeschichte sowie zu einem Cupsieg. 1957 übernahm er den Trainerposten bei der belgischen Nationalmannschaft, wo er allerdings nur sieben Monate lang tätig war. Danach betreute er zwei Jahre lang den belgischen Erstligisten Berchem Sport, ehe er 1960 zu Aarhus zurückkehrte und mit den Dänen einen weiteren Meistertitel und zwei Cupsiege holte. Weitere Trainerstationen in Dänemark waren unter anderem der Boldklubben 1909 und der IK Skovbakken, ehe er seine Laufbahn Mitte der 1970er Jahre beendete.

## Erfolge
- Vizeweltmeister 1938
- Mitropapokalsieger 1937
- 4 × Ungarischer Meister: 1928, 1932, 1934, 1938
- 4 × Ungarischer Pokalsieger: 1928, 1933, 1935, 1943
- 3 × Dänischer Meister: 1955, 1956, 1960 (als Trainer)
- 3 × Dänischer Cupsieger 1955, 1960, 1961 (als Trainer)
- 1 × Finnischer Meister: 1946 (als Trainer)
- 1 × Ungarischer Torschützenkönig: 1934
- 46 Spiele und 25 Tore für die ungarische Fußballnationalmannschaft